# نانسي هولمز
نانسي هولمز هي كاتِبة وشاعرة كندية، ولدت في 9 فبراير 1959.